# Benzodiazepina

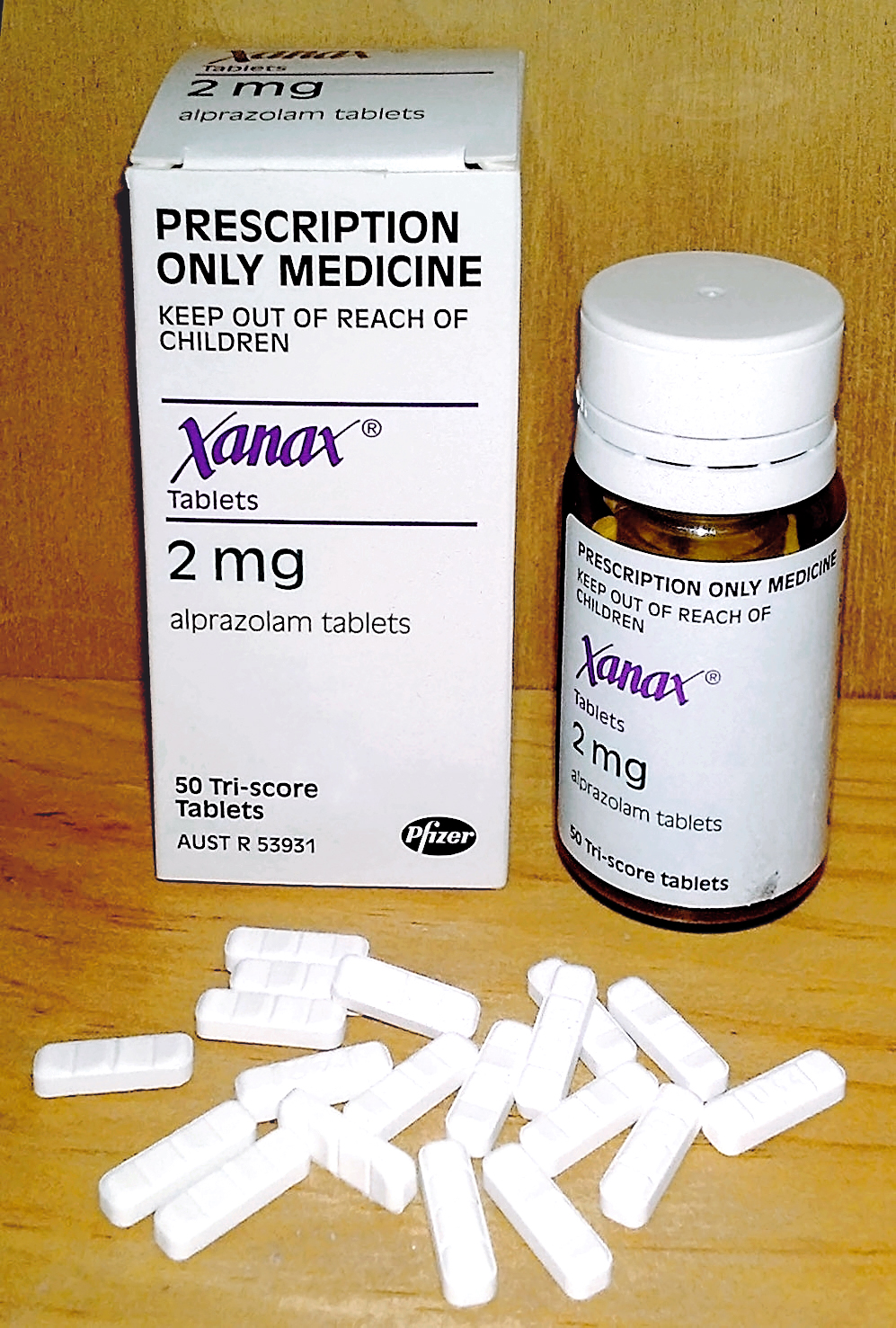
Xanax (alprazolam) 2 mg comprimidos

Benzodiazepinas são uma classe de fármacos psicotrópicos cuja estrutura química é a fusão de um anel de benzeno com um anel de diazepina. O primeiro destes fármacos, o clorodiazepóxido, foi descoberto acidentalmente por Leo Sternbach em 1955, e introduzido no mercado na década de 1960 pela farmacêutica Hoffmann–La Roche, que, desde 1963, comercializa também a benzodiazepina diazepam (Valium). Em 1977, as benzodiazepinas eram o fármaco mais receitado em todo o mundo. As benzodiazepinas pertencem à classe farmacêutica dos ansiolíticos.
As benzodiazepinas potenciam o efeito do neurotransmissor ácido gama-aminobutírico (GABA) no recetor GABAA, o que resulta em propriedades sedativas, hipnóticas (indutoras de sono), ansiolíticas (diminuição da ansiedade), anticonvulsantes e de relaxamento muscular. No entanto, doses elevadas de muitas benzodiazepinas de curta duração podem também causar amnésia retrógrada e dissociação. Estas propriedades levam a que as benzodiazepinas sejam usadas no tratamento de ansiedade, insónias, agitação, ataques epilépticos, espasmos musculares, privação de álcool e como pré-medicação para intervenções médicas ou dentárias. As benzodiazepinas são classificadas como de curta, média ou longa duração. As benzodiazepinas de curta e média duração são preferenciais no tratamento de insónias, enquanto as de longa duração são recomendadas no tratamento de ansiedade.
As benzodiazepinas são geralmente consideradas seguras e eficazes para utilização de curta duração, embora possa ocasionalmente ocorrer comprometimento da cognição ou efeitos paradoxais como agressividade ou desinibição comportamental ou, numa minoria de pessoas, agravamento da agitação ou pânico. As benzodiazepinas estão também associadas a um risco acrescido de suicídio. A utilização de benzodiazepinas a longo prazo é controversa, dado que existem preocupações com os seus efeitos adversos físicos e psicológicos, com a diminuição gradual da sua eficácia, assim como a dependência física que causa agitação agravada e síndrome de privação associado. Dado que existe uma série de efeitos adversos associados ao seu uso prolongado, em muitos casos a interrupção do consumo de benzodiazepinas melhora o estado de saúde física e mental da pessoa. Os idosos apresentam um risco superior de ser afetados pelos efeitos adversos do fármaco, tanto os de curto como os de longo prazo, o que levou a que as benzodiazepinas tivessem sido incluídas na lista de Beers de medicamentos inapropriados para idosos.
Existe um foco de controvérsia sobre a segurança das benzodiazepinas na gravidez. Embora não sejam significativamente teratógenos, existe incerteza se causam fissura labiopalatal numa pequena percentagem de bebés e se os efeitos neurocomportamentais ocorrem como resultado de exposição pré-natal, para além de poderem causar síndrome de abstinência nos recém-nascidos.
A overdose de benzodiazepinas pode causar coma. No entanto, são um medicamento menos tóxico que os seus antecessores, a classe dos barbitúricos, e muito raramente ocorrem mortes quando as benzodiazepinas são administradas isoladamente. No entanto, quando são associadas a outros depressores do sistema nervoso central, como bebidas alcoólicas ou opióides, o potencial de toxicidade e overdose mortal aumenta. O abuso de benzodiazepinas é comum, sendo por vezes tomadas em conjunto com outras drogas que causam dependência.

## Alguns fármacos do grupo
Os de duração mais curta são usados mais enquanto indutores do sono, porque não têm efeitos de sonolência após acordar. Os de grande duração são mais usados como ansiolíticos.
- Duração ultra-curta (menos de 6 horas) (hipnóticos)
  - Triazolam: Pode causar ataques de mau humor e fúria violenta em alguns doentes devido aos sintomas de privação rápidos. Retirado do mercado em alguns países por essa razão.
  - Estazolam: comercialmente conhecido como Noctal.
  - Midazolam: medicamento referência no Brasil é o Dormonid.

- Duração curta (6-10h) (hipnóticos, ansiolíticos)
  - Oxazepam
  - Bromazepam: o nome comercial no Brasil e em Portugal é Lexotan.
  - Flunitrazepam: comercialmente conhecido como Rohypnol.
  - Flurazepam: nome comercial no Brasil e em Portugal é Dalmadorm.

- Duração intermédia (10-20h) (ansiolíticos, hipnóticos)
  - Lorazepam
  - Clordiazepóxido: 5-25h.
  - Temazepam
  - Alprazolam: início da ação em 1 ou 2 horas e duração de 10-20 horas. Nomes mais conhecidos no mercado são Frontal e Xanax.

- Duração longa (ansiolíticos)
  - Diazepam: nome comercial Valium.
  - Clonazepam: é um ansiolítico que pode ter duração de 18 a 50 horas. Nome comercial no Brasil e em Portugal: Rivotril.
  - Prazepam

- Antagonista
  - O Flumazenil é um antagonista no receptor das benzodiazepinas, anulando seus efeitos.